# Броніслава Кербеліте
Бронісла́ва Кербелі́те (лит. Bronislava Kerbelytė; 27 січня 1935, Речіоніс — 5 листопада 2024, Вільнюс) — литовська фольклористка-казкознавиця, доктореса гуманітарних наук.

## З життєпису
К 1958 році закінчила філологічний факультет університету імені М. Ломоносова, Москва. Кандидатка філологічних наук (1989).
У 1958-2000 роках працювала в Інституті литовської мови та літератури (з 1990 р. — Інституті литовської літератури та фольклору). 
Починаючи від 1995 року — викладачка університету Вітовта Великого, з 1999 року — професорка. 
Від 1989 року — член Міжнародного товариства з вивчення наративного мистецтва фольклору, 1991 рік — дійсний член стипендіатів.

## Наукова діяльність
Броніслава Кербеліте розробила структуровану семантичну методологію аналізу та опису фольклорних текстів. Вона систематизувала близько 85 000 варіантів витворів литовського наративного фольклору, проаналізувала ці тексти за розробленою методикою, а також створила структурно-семантичну класифікацію елементарних сюжетів та видів творів розповідного фольклору.
Семантика та структури литовських казок і їх варіанти були описані в буклеті «Каталог литовського наративного фольклору» (3 тт., 1999–2002). У книзі «Репертуар народних казок Литовської Республіки» (2002) опубліковано класифікацію типів казкових сюжетів згідно з Покажчиком А. А. Аарне та С. Томсона. Опублікувала структуровану семантичну класифікацію литовських переказів (Типовий народний сказ. Типи народних легенд, 2001) і структурно-семантичну класифікацію литовських казок «Типи народних казок» (2005). Є також упорядницею популярних збірок оповідного фольклору литовців.